# Морозова, Елена Александровна
Елена Александровна Морозова (род. 7 января 1974) — российская футболистка, вратарь. Выступала за клубы чемпионата России — «Текстильщик», «Калужанка», «Ладу», ЦСК ВВС и ногинскую «Надежду».

## Биография
С 1991 по 1992 год выступала за раменский «Текстильщик». С 1993 по 1994 год выступала за «Калужанка».С 1995 по 1996 год выступала за тольяттинскую «Ладу». Несмотря на удачно проведенный сезон 1995 года в «Ладе» (12 пропущенных мячей в 21 матче) следующий сезон провела в аренде в ЦСК ВВС, так как «Лада» приняла решение сделать основным вратарем Татьяну Репейкину. В 1996 году с самарским клубом ЦСК ВВС, выигрыла чемпионат и вышла в финал Кубка России, где её команда по сумме двух матчей уступила воронежской «Энергии». В «Ладу» вернулась в 2003 году. Вместе с командой становилась чемпионом России и дважды завоёвывала серебро этого же турнира, выигрывала Кубок России. Включалась в список 33-х лучших футболисток по итогам 2004 и 2005 годов.
В сезонах 1994 и 1996 гг не провела ни одного официального матча, так как была вторым вратарём в «Калужанка» (первый вратарь Ирина Денисюк) и ЦСК ВВС (первый вратарь Светлана Петько).
В 1993 году провела два матча за Сборную России.
В 2006 году перешла в ногинскую «Надежду», вместе с которой стала бронзовым призёром российского чемпионата. В сезоне 2009 вновь вернулась в «Ладу», сумевшую подняться в высший дивизион. Тем не менее, Морозова за команду в чемпионате не сыграла, так как «Лада» снялась с турнира из-за тяжёлой финансовой ситуации и была расформирована.

## Достижения
«Текстильщик»
- Чемпион СССР: 1991[1]

ЦСК ВВС
- Чемпион России: 1996
- Финалист Кубка России: 1996

«Лада»
- Чемпион России: 2004
- Серебряный призёр чемпионата России (2): 2003, 2005
- Обладатель Кубка России: 2004

«Надежды»
- Бронзовый призёр чемпионата России: 2006

«Калужанка»
- Бронзовый призёр чемпионата России: 1994[1]